# Koppe sumba
Koppe sumba es una especie de arañas araneomorfas de la familia Liocranidae.

## Distribución geográfica
Es endémica de Sumba (Indonesia).